# ويل مكنتوش
ويل مكنتوش (بالإنجليزية: Will McIntosh)‏‏ (31 يناير 1962 في نيويورك - ) روائي، وكاتب، وأستاذ جامعي، وكاتب خيال علمي من الولايات المتحدة.

## الجوائز
- جائزة هوغو لأفضل قصة قصيرة